# Sociolecto
Un sociolecto, dialecto social o variedad diastrática describe la variedad lingüística usada por una clase social. Dentro de la clasificación de las variedades lingüísticas los sociolectos se corresponden con lo que Eugen Coșeriu llama variedades diastráticas, estrechamente relacionadas con las variedades diafásicas o registros de la lengua.

## Definición
De acuerdo con la tradición greimasiana, el sociolecto, en oposición al idiolecto, designa las actividades semióticas en su relación con la estratificación social, en los niveles de superficie léxica.
El estudio de un sociolecto puede dar respuestas, a partir del lenguaje de uso social, sobre lo que se entiende por cultura, en las interacciones de los universos colectivos e individuales. 